# Felix von Hartmann
Pour les articles homonymes, voir Hartmann.
Felix von Hartmann (né le 15 décembre 1851 à Münster en  province de Westphalie  et mort le 11 novembre 1919 à Cologne)  est un cardinal allemand du XXe siècle.

## Biographie
Felix von Hartmann poursuit ses études secondaires au lycée Saint-Paul de Münster.
Il est chanoine  et vicaire-général du diocèse de Münster. Il est élu évêque de  Münster en 1911 et archevêque de Cologne en 1912. Le pape Pie X le crée cardinal lors du consistoire du 25 mai 1914. Mgr von Hartmann participe au conclave de 1914 à la fin duquel Benoît XV est élu.

## Succession apostolique
Felix von Hartmann a ordonné les évêques suivants :
- Archevêque Johannes Poggenburg (de) (1913)
- Évêque Heinrich Joeppen (1914)
- Évêque Franziskus Wolf (de), S.V.D. (1914)
- Évêque Peter Joseph Lausberg (de) (1914)
- Cardinal Edmund Dalbor (1915)
- Évêque Paweł Jedzink (pl) (1915)